# E.T. the Extra-Terrestrial (album)
E.T. the Extra-Terrestrial là một album nhạc phim và một nhạc sách cho bộ phim bom tấn cùng tên năm 1982 của đạo diễn Steven Spielberg. Thuật lại bởi nghệ sĩ thu âm người Mỹ Michael Jackson, album đã được sản xuất bởi nhà soạn nhạc Quincy Jones và phân phối bởi MCA Records. Việc sản xuất audiobook đã đưa Jackson hợp tác với một số cộng tác viên cũ, như Rod Temperton, Freddy DeMann, và Bruce Swedien.
Audiobook ET the Extra-Terrestrial được phát hành vào ngày 07 tháng 11 năm 1982 - cũng là tháng ông phát hành album nổi tiếng Thriller. Trong phiên bản cắt giảm của nó, E.T. the Extra-Terrestrial đạt vị trí thứ 82 trên UK Albums Chart. Nó đã được đón nhận nồng nhiệt bởi giới phê bình và giúp Jackson giành một giải Grammy ở hạng mục Ghi âm xuất sắc nhất dành cho trẻ em.

## Danh sách bài hát
| Side one | Side one                                 | Side one                                     | Side one   |
| STT      | Nhan đề                                  | Sáng tác                                     | Thời lượng |
| -------- | ---------------------------------------- | -------------------------------------------- | ---------- |
| 1.       | "Someone in the Dark (Phiên bản mở đầu)" | Alan Bergman, Marilyn Bergman, Rod Temperton | 4:30       |
| 2.       | "Landing"                                | John Williams                                | 3:24       |
| 3.       | "Alone"                                  | John Williams                                | 3:50       |
| 4.       | "Discovery"                              | John Williams                                | 2:13       |
| 5.       | "School"                                 | John Williams                                | 2:26       |

| Side two | Side two                                   | Side two                                     | Side two   |
| STT      | Nhan đề                                    | Sáng tác                                     | Thời lượng |
| -------- | ------------------------------------------ | -------------------------------------------- | ---------- |
| 1.       | "Home"                                     | John Williams                                | 2:17       |
| 2.       | "Intrusion"                                | John Williams                                | 3:39       |
| 3.       | "E.T Phone Home"                           | John Williams                                | 3:01       |
| 4.       | "Chase"                                    | John Williams                                | 3:18       |
| 5.       | "Good-Bye"                                 | John Williams                                | 4:45       |
| 6.       | "Someone in the Dark (Phiên bản kết thúc)" | Alan Bergman, Marilyn Bergman, Rod Temperton | 3:04       |

## Xếp hạng
| Bảng xếp hạng (1982–1983)           | Vị trí cao nhất |
| ----------------------------------- | --------------- |
| Album Hà Lan (Album Top 100)        | 23              |
| Album Đức (Offizielle Top 100)      | 30              |
| Album Thụy Điển (Sverigetopplistan) | 36              |
| UK Albums (Official Charts Company) | 82              |
| US Billboard 200                    | 37              |

## Sách
- Campbell, Lisa (1993). Michael Jackson: The King of Pop. Branden. ISBN 0-8283-1957-X.
- George, Nelson (2004). Michael Jackson: The Ultimate Collection booklet. Sony BMG.
- Grant, Adrian (2009). Michael Jackson: The Visual Documentary. Omnibus Press. ISBN 978-1-84938-261-8.
- Halstead, Craig (2007). Michael Jackson: For the Record. AOL. ISBN 978-0-7552-0267-6.
- Honeyford, Paul (1984). Thrill of Michael Jackson. William Morrow & Co. ISBN 0-688-04094-2.
- Mansour, David (2005). From Abba to Zoom: A Pop Culture Encyclopedia of the Late 20th Century. Andrews McMeel Publishing. ISBN 0-7407-5118-2.
- Pratt, Mary K. (2010). Michael Jackson: King of Pop. ABDO Publishing. ISBN 1-60453-788-4.
- Rees, David (1991). Rock Movers & Shakers, Volume 1991, Part 2. ABC-CLIO. ISBN 0-87436-661-5.
- Taraborrelli, J. Randy (2004). The Magic and the Madness. Headline. ISBN 0-330-42005-4.